# غلام فاروق مجروح
غلام فاروق مجروح (زاده ۱۳۴۸ ولسوالی گذره - ولایت هرات) سیاستمدار افغانستانی و نماینده مردم ولایت هرات در دوره شانزدهم مجلس نمایندگان است. وی در مجلس شانزدهم نمایندگان افغانستان عضو کمیسیون مواصلات، مخابرات، امور انکشاف شهری، ت هیه مسکن، تهیه آب و برق و امور شاروالی‌ها می‌باشد او از سال ۹۹ عضو کمیسیون جمع‌آوری عواید بانکی سی ای زید است.

## زندگی‌نامه
غلام فاروق مجروح زاده ۱۳۴۸ از ولسوالی انجیل ولایت هرات است. وی تحصیلات متوسطه خود را در لیسه/دبیرستان دارالمعلمین هرات به اتمام رسانیده‌است.

## دیگر فعالیت‌ها
دیگر فعالیت‌های وی:
- آمر حوزه ششم هرات (۱۳۷۱–۱۳۷۴).
- مدیر اداری دفتر حزب جمعیت اسلامی در مشهد ایران (۱۳۷۷–۱۳۸۰).
- معاون امنیه فرقه هرات (۱۳۸۰–۱۳۸۳).
- ولسوال گلران (۱۳۸۵–۱۳۸۹).
- عضو لویه جرگه اضطراری و قانون اساسی.